# Саво Пековић
Саво Пековић (Нови Сад, 1957) је српски сликар.

## Биографија
Рођен је 1957. године у Новом Саду. Дипломирао је сликарство на Факултету ликовних уметности Универзитета уметности у Београду 1984. у класи професора Зорана Петровића и завршио је постдипломске студије код истог професора. Усавршавао се у Паризу и Диселдорфу 1983—1991. Од 2013. године ради као гостујући професор на Академији ликовних уметности Требиње и ради као редовни професор на Факултету за уметност и дизајн Мегатренд универзитета. Члан је Удружења ликовних уметника Србије и Ладе. Статус истакнутог уметника је стекао 2004. године. Излагао је на четрдесет самосталних и око триста групних изложби у земљи и иностранству. Његове слике се налазе у јавним и приватним колекцијама.